# X²O Badkamers Trofee 2020-2021
Navigation
2019-2020 2021-2022
Le X²O Badkamers Trofee 2020-2021 est la 34e édition du trophée Cyclo-cross. Il est composé de huit manches ayant lieu en Belgique entre le 31 octobre 2020 et le 14 février 2021. Toutes les courses font partie du calendrier de la saison de cyclo-cross masculine et féminine 2020-2021. Elles donnent lieu à un classement général au temps. En raison de la pandémie de Covid-19, aucune épreuve n'est organisée pour les catégories espoirs et juniors.
Par rapport à l'édition précédente, le Hotondcross de Renaix est remplacé par le Scheldecross d'Anvers.

## Hommes élites

### Résultats
| # | Date        | Lieu                                         | Vainqueur            | Deuxième               | Troisième              | Leader du classement général |
| - | ----------- | -------------------------------------------- | -------------------- | ---------------------- | ---------------------- | ---------------------------- |
| 1 | 31 octobre  | Audenarde (Koppenbergcross)                  | Eli Iserbyt          | Lars van der Haar      | Toon Aerts             | Eli Iserbyt                  |
| 2 | 28 novembre | Courtrai (CAPS Urban Cross)                  | Eli Iserbyt          | Lars van der Haar      | Wout van Aert          | Eli Iserbyt                  |
| 3 | 12 décembre | Anvers (Scheldecross)                        | Mathieu van der Poel | Eli Iserbyt            | Thomas Pidcock         | Eli Iserbyt                  |
| 4 | 23 décembre | Herentals (Herentals Crosst)                 | Wout van Aert        | Mathieu van der Poel   | Michael Vanthourenhout | Eli Iserbyt                  |
| 5 | 1er janvier | Baal (Grand Prix Sven Nys)                   | Mathieu van der Poel | Wout van Aert          | Tom Pidcock            | Eli Iserbyt                  |
| 6 | 23 janvier  | Hamme (Flandriencross)                       | Mathieu van der Poel | Wout van Aert          | Laurens Sweeck         | Eli Iserbyt                  |
| 7 | 7 février   | Lille (Krawatencross)                        | Laurens Sweeck       | Michael Vanthourenhout | Corné van Kessel       | Eli Iserbyt                  |
| 8 | 14 février  | Bruxelles (Brussels Universities Cyclocross) | Toon Aerts           | Quinten Hermans        | Niels Vandeputte       | Eli Iserbyt                  |

### Classement général
| Pos | Coureur                |    | Temps          |
| --- | ---------------------- | -- | -------------- |
| 1   | Eli Iserbyt            | en | 8 h 5 min 29 s |
| 2   | Toon Aerts             | +  | 1 min 56 s     |
| 3   | Michael Vanthourenhout | +  | 2 min 58 s     |
| 4   | Lars van der Haar      | +  | 5 min 43 s     |
| 5   | Quinten Hermans        | +  | 6 min 45 s     |
| 6   | Laurens Sweeck         | +  | 8 min 11 s     |
| 7   | Corné van Kessel       | +  | 9 min 15 s     |
| 8   | Mathieu van der Poel   | +  | 14 min 40 s    |
| 9   | Wout van Aert          | +  | 15 min 7 s     |
| 10  | Ryan Kamp              | +  | 18 min 20 s    |

## Femmes élites

### Résultats
| # | Date        | Lieu                                         | Vainqueur       | Deuxième       | Troisième       | Leader du classement général |
| - | ----------- | -------------------------------------------- | --------------- | -------------- | --------------- | ---------------------------- |
| 1 | 31 octobre  | Audenarde (Koppenbergcross)                  | Annemarie Worst | Lucinda Brand  | Yara Kastelijn  | Annemarie Worst              |
| 2 | 28 novembre | Courtrai (CAPS Urban Cross)                  | Lucinda Brand   | Denise Betsema | Yara Kastelijn  | Yara Kastelijn               |
| 3 | 12 décembre | Anvers (Scheldecross)                        | Denise Betsema  | Lucinda Brand  | Annemarie Worst | Lucinda Brand                |
| 4 | 23 décembre | Herentals (Herentals Crosst)                 | Ceylin Alvarado | Lucinda Brand  | Denise Betsema  | Lucinda Brand                |
| 5 | 1er janvier | Baal (Grand Prix Sven Nys)                   | Ceylin Alvarado | Lucinda Brand  | Denise Betsema  | Lucinda Brand                |
| 6 | 23 janvier  | Hamme (Flandriencross)                       | Ceylin Alvarado | Denise Betsema | Manon Bakker    | Lucinda Brand                |
| 7 | 7 février   | Lille (Krawatencross)                        | Ceylin Alvarado | Lucinda Brand  | Denise Betsema  | Lucinda Brand                |
| 8 | 14 février  | Bruxelles (Brussels Universities Cyclocross) | Ceylin Alvarado | Denise Betsema | Manon Bakker    | Lucinda Brand                |

### Classement général
| Pos | Coureuse         |    | Temps           |
| --- | ---------------- | -- | --------------- |
| 1   | Lucinda Brand    | en | 5 h 54 min 19 s |
| 2   | Denise Betsema   | +  | 5 s             |
| 3   | Ceylin Alvarado  | +  | 3 min 48 s      |
| 4   | Annemarie Worst  | +  | 8 min 19 s      |
| 5   | Yara Kastelijn   | +  | 9 min 38 s      |
| 6   | Fem van Empel    | +  | 9 min 51 s      |
| 7   | Sanne Cant       | +  | 11 min 6 s      |
| 8   | Manon Bakker     | +  | 11 min 49 s     |
| 9   | Aniek van Alphen | +  | 14 min 10 s     |
| 10  | Eva Lechner      | +  | 25 min 0 s      |